# 达朗
达朗（法語：Dalem）是法国摩泽尔省的一个市镇，属于布莱摩泽尔区（Boulay-Moselle）布宗维尔县（Bouzonville）。该市镇总面积7.32平方公里，2009年时的人口为654人。

## 人口
达朗人口变化图示